# يانا بلاسكا
يانا بلاسكا (بالألمانية: Jana Pallaske)‏ (و. 1979  م) هي مغنية، وموسيقية، وممثلة أفلام من ألمانيا، وألمانيا الشرقية، ولدت في برلين.

## وصلات خارجية
- يانا بلاسكا على موقع IMDb (الإنجليزية)
- يانا بلاسكا على موقع ميتاكريتيك (الإنجليزية)
- يانا بلاسكا على موقع روتن توميتوز (الإنجليزية)
- يانا بلاسكا على موقع قاعدة بيانات الأفلام العربية
- يانا بلاسكا على موقع ألو سيني (الفرنسية)
- يانا بلاسكا على موقع ميوزك برينز (الإنجليزية)
- يانا بلاسكا على موقع أول موفي (الإنجليزية)
- يانا بلاسكا على موقع قاعدة بيانات الأفلام السويدية (السويدية)
- يانا بلاسكا على موقع ديسكوغز (الإنجليزية)
- يانا بلاسكا على موقع قاعدة بيانات الفيلم (الإنجليزية)